# Челябинская государственная филармония
Челябинская государственная филармония — учреждение культуры, ведущая концертная организация Челябинской области.

## Концертные залы

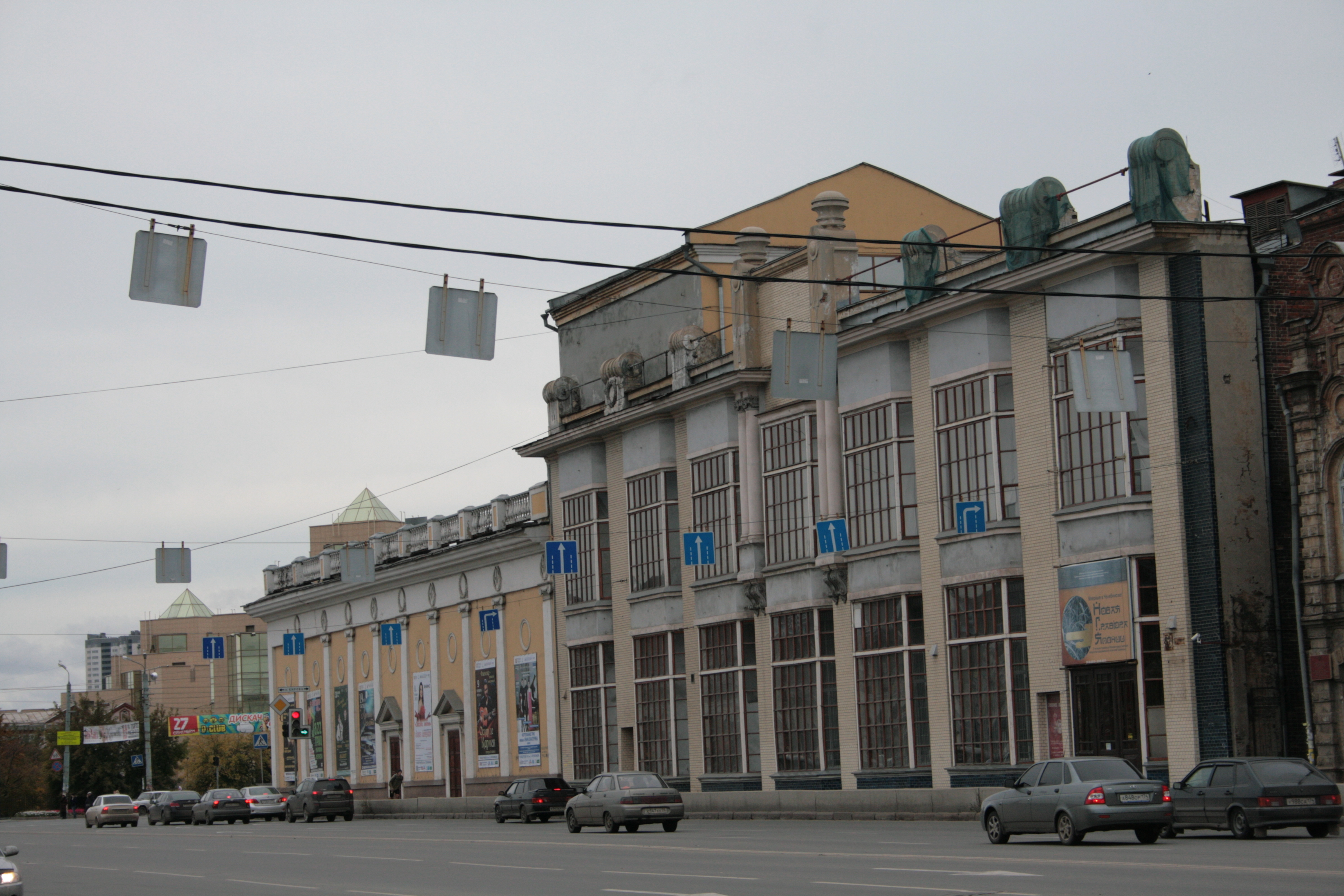
Здание филармонии — пассажа Яушевых

В настоящее время в филармонии действует два концертных зала: Концертный зал имени С. С. Прокофьева (ул. Труда, 92а) и Зал органной и камерной музыки «Родина» (ул. Кирова, 78). Также, филармония занимает историческое здание дома В. Г. Жуковского (ул. Труда, 88).
Все 3 здания являются объектами культурного наследия регионального значения. Здание филармонии (ул. Труда, 92а) при строительстве было встроено в здание пассажа Яушевых и составляет с ним единое целое. В пассаже размещается картинная галерея Челябинского государственного музея изобразительных искусств.

## История
Челябинская филармония была создана в 1937 году как государственная концертная организация, призванная пропагандировать музыку разных жанров, представлять высокое исполнительское мастерство в области музыки и других видов искусств. Филармония была учреждена приказом Управления по делам искусств Челябинского облисполкома № 114. Первым директором нового учреждения культуры стал Н. Б. Гукасов.
В гастрольной афише Челябинской филармонии значились именитые артисты — солист ГАБТ СССР Сергей Лемешев(тенор), народные артисты СССР Мария Литвиненко-Вольгемут (сопрано), Иван Паторжинский (бас), скрипачи Марк Затуловский, Борис Гольдштейн и др. С 1939 г. симфоническим оркестром руководил талантливый дирижёр Н. Г. Факторович.
Во время Великой Отечественной войны в Челябинске оказались многие эвакуированные деятели культуры и искусства. Художественные коллективы и солисты активно включились в творческую работу, выступали на концертных площадках, на производстве, в прифронтовой полосе и в госпиталях.
1 августа 1950 года филармония получила в своё распоряжение концертный зал (здание на углу улиц Кирова и Труда).
С 1966 по 1987 год началась концертная деятельность челябинских коллективов: джазового ансамбля «Уральский диксиленд» под управлением Игоря Бурко, ВИА «Ариэль» под управлением Валерия Ярушина, танцевального ансамбля братьев Карачинцевых «Уральская скоморошина», на основе которого в 1980 году был образован Государственный ансамбль танца «Урал». В 1974 году при Челябинском хоровом обществе был основан Камерный хор под управлением Валерия Михальченко.
В 1984 году в Курчатовском районе был открыт филиал Челябинской государственной филармонии — детская филармония, работавшая до середины 1990-х годов.
В 1986 году в Александро-Невской церкви на Алом поле был открыт Концертный зал камерной и органной музыки. Органный мастер концертного зала с 1987 года — Владимир Хомяков. В 2013 году орган был демонтирован и перевезён в здание кинотеатра «Родина».
В 1987 году концертный зал на ул. Труда был закрыт на реконструкцию, и все концерты вплоть до 2004 года были перенесены в органный зал на Алом поле. 11 сентября 1997 года концертному залу на ул. Труда было присвоено имя Сергея Сергеевича Прокофьева. После реконструкции обновлённый концертный зал открылся 20 октября 2004 года.
В 2004 году в штат был принят инструментальный ансамбль «Маэстро Аккордеон». В 2006 году в творческий состав концертного объединения вошёл камерный оркестр «Классика» под управлением Адика Абдурахманова. В 2010 году в филармонию вернулся «Уральский диксиленд» под управлением Игоря Бурко.
В 2010 году здание Челябинского органного зала было передано РПЦ. В конце 2014 года Челябинский орган зазвучал в Зале органной и камерной музыки «Родина».
В 2011 году в филармонии появился Уральский духовой оркестр под управлением Игоря Ежова. В ноябре 2019 года создан Челябинский симфонический оркестр под управлением Адика Абдурахманова.

## Коллективы
- Челябинский симфонический оркестр
- Уральский духовой оркестр
- Инструментальный ансамбль «Маэстро Аккордеон»
- Челябинский камерный хор им. В. В. Михальченко
- Уральский диксиленд Игоря Бурко
- Государственный ансамбль танца «Урал»[7]

## Награды
- Благодарность Президента Российской Федерации (16 октября 2012 года) — за большой вклад в развитие отечественного музыкального искусства и активную культурно-просветительскую деятельность[8].